# Trnovlje pri Socki
Trnovlje pri Socki este o localitate din comuna Vojnik, Slovenia, cu o populație de 153 de locuitori.